# إميلي كارمايكل (مخرجة)
إميلي كارمايكل (بالإنجليزية: Emily Carmichael)‏ هي كاتبة سيناريو ومخرجة أمريكية، ولدت في 27 يناير 1982 في نيويورك في الولايات المتحدة.

## وصلات خارجية
- إميلي كارمايكل على موقع IMDb (الإنجليزية)
- إميلي كارمايكل على موقع أول موفي (الإنجليزية)
- إميلي كارمايكل على موقع قاعدة بيانات الفيلم (الإنجليزية)
- إميلي كارمايكل على موقع كينوبويسك (الروسية)